# Amber Heard
Amber Laura Heard (Austin, Texas, 1986. április 22. –) amerikai színésznő.
Kisebb filmes és televíziós szereplések után a Majd meghalnak Mandy Lane-ért (2006) című horrorfilmben kapta első főszerepét. Ezt követően a Sose hátrálj meg (2008) című akciófilmben és az Ananász expressz (2008) című vígjátékban kapott mellékszerepeket. A következő években olyan filmekben szerepelt, mint az Eladó a családom (2009), A kórterem (2010), a Rumnapló (2011), a Féktelen harag (2011), a Machete gyilkol (2013) és a Magic Mike XXL (2015).
2017-ben csatlakozott a DC-moziuniverzumhoz, hogy eljátssza Mera királynőt Az Igazság Ligája (2017), az Aquaman (2018) és a Zack Snyder: Az Igazság Ligája (2021) című szuperhősfilmekben.
A színészet mellett Heard 2018 óta a L'Oréal Paris kozmetikai óriásvállalat szóvivője. Aktivizmussal is foglalkozik.

## Fiatalkora
Heard a Texasi Austinban született Patricia Paige (szül. Parsons) internet-kutató (1956–2020) és David Clinton Heard (1950-) lányaként. Apja egy kis építőipari vállalat tulajdonosa. Van egy húga, Whitney. A család Austin külterületén élt. Heard édesapja szabadidejében lovakat tört be, és ahogy Heard nőtt, lovagolni, vadászni és horgászni ment vele. Szépségversenyeken is részt vett, bár felnőttként azt mondta, hogy már nem tudja "támogatni a nők tárgyiasítását". 17 éves korában Heard már nem érezte jól magát a "konzervatív, istenfélő Texasban", ezért abbahagyta katolikus középiskoláját, hogy színészi karriert folytasson Los Angelesben. Végül otthoni tanulmányok révén szerzett szakképesítést.

## Magánélete
Heard 2010-ben jelentette be szexualitását, de kijelentette; "nem cimkézem magam ilyen vagy olyan módon, voltak kapcsolataim férfiakkal és most egy nővel is. Imádom azt, akit imádok. A személy az, aki igazán számít." 2008 és 2012 között Tasya van Ree fotóssal állt párkapcsolatban. 2009-ben Heardot letartóztatták Washingtonban családon belüli erőszak miatt, miután állítólag megragadta van Ree-t és megütötte a karját, de sosem emeltek ellene vádat. 2016-ban van Ree kijelentette, hogy Heardot "jogtalanul" vádolták meg, valamint hogy az esetet "félreértelmezték".
2014-ben Heard egyik áldozata volt azon hírességeknek, akiknek fotóit kiszivárogtatták az iCloud-on. Aktfotóit feltörték és elterjesztették a beleegyezése nélkül.
Miután elvált Johnny Depp színésztől, 2018 elejéig a világ egyik leggazdagabb emberével, Elon Musk milliomos vállalkozóval járt. 2021-ben megszületett kislánya, béranya segítségével.

### Kapcsolata Johnny Depp-pel
Heard és Depp 2009-ben ismerkedett meg a Rumnapló forgatásán. 2012-ben kezdtek randevúzni, és egy polgári szertartáson házasodtak össze 2015 februárjában. 2015 áprilisában Heard megsértette Ausztrália biológiai biztonsági törvényeit, amikor elmulasztotta bejelenteni magát és Depp két kutyáját a vámhatóságnál, amikor Queenslandbe repültek, ahol egy filmen dolgoztak. Heard beismerte bűnösségét a karanténdokumentumok hamisításában, kijelentve, hogy hibát követett el alváshiány miatt. Hamis dokumentum előállításáért 1000 dolláros pénzbírságra ítélték. Heard és Depp egy videót is közzétett, amelyben bocsánatot kértek viselkedésükért, és arra kérték az embereket, hogy tartsák be a biológiai biztonsági törvényeket. A The Guardian az ügyet "a legmagasabb szintű bűnügyi karanténesetnek" nevezte az ausztrál történelemben.

#### A válás
Heard 2016 májusában beadta a válópert Depp ellen, és ideiglenes távolságtartási végzést kapott ellene, bírósági nyilatkozatában azt állítva, hogy Depp verbálisan és fizikailag bántalmazta a kapcsolatuk során, általában kábítószer vagy alkohol hatása alatt. Depp azt állította, hogy a "pénzügyi határozat biztosítását próbálta elérni." A rendezés 2016 augusztusában történt meg, a válás pedig 2017 januárjában zárult le. Heard elutasította a távoltartási végzést, és közös nyilatkozatot adtak ki, miszerint "kapcsolatuk intenzíven szenvedélyes és időnként ingatag, de a szeretet mindig összeköti őket. Egyik fél sem tett hamis vádat anyagi haszonszerzés céljából. Soha nem volt fizikai vagy érzelmi sérelem." Depp 7 millió dollárt fizetett Heardnak, amelyet végül felajánlott az ACLU és a Los Angeles-i Gyermekkórház részére, azonban 2022-ben beismerte, hogy az ACLU számára mégsem teljesítette az adományozást.

#### Depp pereskedése a The Sun ellen
2018 júniusában Depp rágalmazási pert indított az Egyesült Királyságban, azonban a The Sun napilap a News Group Newspapersnek (NGN) beszámolt arról, hogy egy 2018. áprilisi cikkben "feleségverőnek" nevezte a férfit. Heard az NGN kulcsfontosságú tanúja volt a 2020 júliusában történt, nagy nyilvánosság előtt zajló tárgyalásnak. 2020 novemberében a Legfelsőbb Bíróság úgy ítélte meg, hogy Depp elvesztette a pert, miszerint; "állítólagos Mr. Depp, állítólagos Ms. Heard ellen elkövetett bántalmazásainak (14-ből 12-öt) túlnyomó többségét a polgári követelmények bizonyították", elutasítva minden előadott hamis vádat. Az ítélet azt is megállapította, hogy Heard karrierjét és aktivizmusát negatívan befolyásolta a bántalmazás nyilvánosságra hozatala. Depp fellebbezését 2021 márciusában elutasították.

#### Heard elleni per és ellenkérelem
2019 február elején Depp rágalmazás miatt beperelte Heardöt, amiért kapcsolatuk megszakadásáért bántalmazását fakadó okolta a The Washington Post egyik 2018. decemberi számában. Depp azt is állította, hogy Heard volt a bántalmazó, és az állításai álhírnek minősülnek vele szemben.
2020 augusztusában Heard visszaperelte Depp-et, arra hivatkozva, hogy koordinálta "a Twitteren keresztül folytatott zaklatási kampányt, és [online] petíciókat rendezett annak érdekében, hogy kirúgják őt az Aquamanből és a L’Oréal-tól". A Depp kontra Heard ügy tárgyalása 2022. április 11-én kezdődött a virginiai Fairfax megyében. Az ítélet az volt, hogy Depp perében az esküdtszék megállapította Heard véleménycikkének mindhárom állítása hamisságát, rágalmazta Deppet, és tényleges rosszindulattal készült, így az esküdtszék 10 millió dollár kártérítést ítélt meg Deppnek és 5 millió dollár büntető jellegű kártérítést Heardnek. A büntető kártérítést 350 ezer dollárra csökkentették a Virginia állam törvényei által előírt korlátozottság miatt. Heard ellenkérelmében az esküdtszék megállapította, hogy Waldman első és harmadik kijelentése a Daily Mailnek nem volt rágalmazó, míg Waldman második kijelentését a Daily Mailnek hamisnak, rágalmazónak és tényleges rosszindulatúnak találta.
Percekkel az ítélethirdetés után Heard közleményt tett közzé, amelyben kijelentette: „A csalódottság, amit ma érzek, szavakkal kifejezhetetlen. Megszakad a szívem, hogy a bizonyítékok hegye még mindig nem volt elég ahhoz, hogy szembeszálljak a volt férjem aránytalan hatalmával, befolyásával és befolyásaival”. Depp hasonló gyorsasággal adott ki egy nyilatkozatot, amelyben kijelentette, hogy „hamis, nagyon súlyos és büntetőjogi vádakat fogalmaztak meg velem szemben a médián keresztül, ami gyűlölködő tartalmak végtelen áradatát váltotta ki, bár soha nem emeltek vádat ellenem”, és hogy „a kezdetektől fogva az ügy elindításának célja az igazság feltárása volt, függetlenül a végeredménytől”.

## Filmográfia

### Film

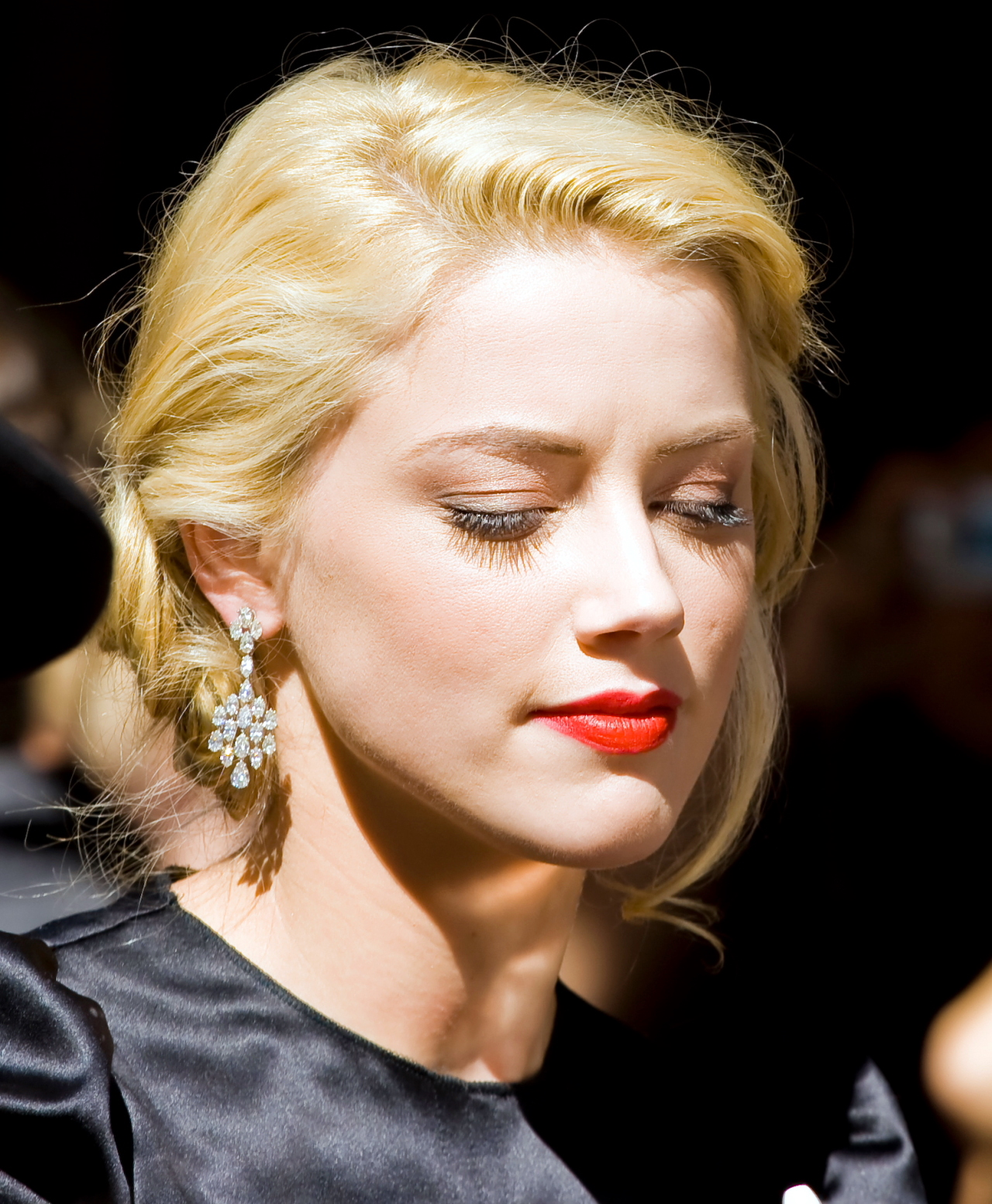
Az Eladó a családom 2009-es torontói premierjén

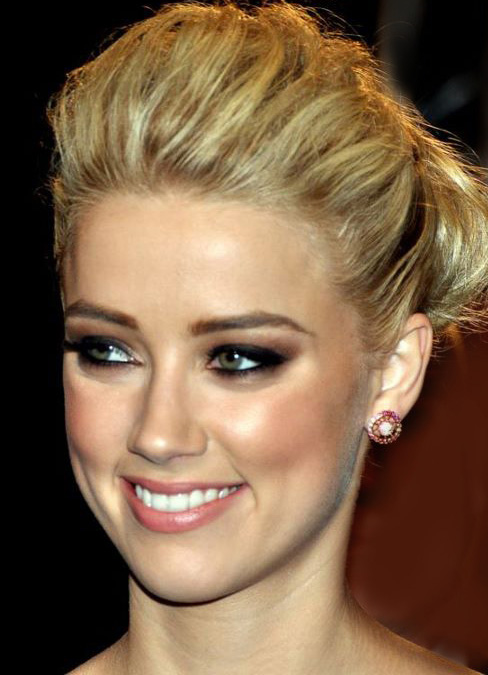
A Rumnapló 2011-es premierén

| Év   | Magyar cím                        | Eredeti cím                  | Szerep                 | Magyar hang        | Rendező            |
| ---- | --------------------------------- | ---------------------------- | ---------------------- | ------------------ | ------------------ |
| 2004 | Péntek esti fények                | Friday Night Lights          | Maria                  | Dögei Éva          | Peter Berg         |
| 2005 | Dögölj meg édes                   | Drop Dead Sexy               | Candy                  | Molnár Ilona       | Michael Philip     |
| 2005 | Kőkemény Minnesota                | North Country                | Josey Aimes fiatalon   |                    | Niki Caro          |
| 2005 |                                   | SideFX                       | Shay                   |                    | Patrick Johnson    |
| 2006 |                                   | Price to Pay                 | Thris                  |                    | Michael McCready   |
| 2006 | Alpha Dog                         | Alpha Dog                    | Alma                   |                    | Nick Cassavetes    |
| 2006 | Majd meghalnak Mandy Lane-ért     | All the Boys Love Mandy Lane | Mandy Lane             | Csuha Borbála      | Jonathan Levine    |
| 2007 |                                   | Spin                         | Amber                  |                    | Henry Pincus       |
| 2007 |                                   | The Beautiful Ordinary       | Julia Ford             |                    | Jess Manafort      |
| 2008 | Sose hátrálj meg                  | Never Back Down              | Baja Miller            | Csuha Borbála      | Jeff Wadlow        |
| 2008 | Sose hátrálj meg                  | Never Back Down              | Baja Miller            | Fésűs Bea          | Jeff Wadlow        |
| 2008 | Az informátorok                   | The Informers                | Christie               | Peller Anna        | Gregor Jordan      |
| 2008 | Ananász expressz                  | Pineapple Express            | Angie Anderson         | Csifó Dorina       | David Gordon Green |
| 2009 |                                   | ExTerminators                | Nikki                  |                    | John Inwood        |
| 2009 | Eladó a családom                  | The Joneses                  | Jenn                   | Csifó Dorina       | Derrick Borte      |
| 2009 | Zombieland                        | Zombieland                   | Maggie                 | Csifó Dorina       | Ruben Fleischer    |
| 2009 | A mostohaapa                      | The Stepfather               | Kelly Porter           | Pálmai Anna        | Nelson McCormick   |
| 2010 | És hamarosan a sötétség           | And Soon the Darkness        | Stephanie              | Vadász Bea         | Marcos Efron       |
| 2010 | A kórterem                        | The Ward                     | Kristen                |                    | John Carpenter     |
| 2010 |                                   | The River Why                | Eddy                   |                    | Matthew Leutwyler  |
| 2011 | Féktelen harag                    | Drive Angry                  | Piper                  | Bogdányi Titanilla | Patrick Lussier    |
| 2011 | Rumnapló                          | The Rum Diary                | Chenault               | Sipos Eszter Anna  | Bruce Robinson     |
| 2013 |                                   | Syrup                        | Six                    |                    | Aram Rappaport     |
| 2013 | Paranoia                          | Paranoia                     | Jenna Fletcher         | Bogdányi Titanilla | Robert Luketic     |
| 2013 | Machete gyilkol                   | Machete Kills                | Miss San Antonio       | Csifó Dorina       | Robert Rodríguez   |
| 2014 | 3 nap a halálig                   | 3 Days to Kill               | Vivi Delay ügynök      | Zsigmond Tamara    | McG                |
| 2015 | A dán lány                        | The Danish Girl              | Ulla Paulson           | Pálmai Anna        | Tom Hooper         |
| 2015 | Magic Mike XXL                    | Magic Mike XXL               | Zoe                    | Pálmai Anna        | Gregory Jacobs     |
| 2015 | Agydopping naplók                 | The Adderall Diaries         | Lana Edmond            | Csifó Dorina       | Pamela Romanowsky  |
| 2015 |                                   | One More Time                | Jude                   |                    | Robert Edwards     |
| 2017 | Párosan szép az élet?             | I Do... Until I Don't        | Fanny                  | Czető Zsanett      | Lake Bell          |
| 2017 | Az Igazság Ligája                 | Justice League               | Mera                   | Bogdányi Titanilla | Zack Snyder (1.)   |
| 2018 |                                   | Her Smell                    | Zelda                  |                    | Alex Ross Perry    |
| 2018 | Londoni pálya                     | London Fields                | Nicola Six             | Csuha Borbála      | Mathew Cullen      |
| 2018 | Aquaman                           | Aquaman                      | Mera                   | Bogdányi Titanilla | James Wan (1.)     |
| 2019 | Az ösvény                         | Gully                        | Joyce                  |                    | Nabil Elderkin     |
| 2021 | Zack Snyder: Az Igazság Ligája    | Zack Snyder's Justice League | Mera                   | Bogdányi Titanilla | Zack Snyder (2.)   |
| 2023 |                                   | In the Fire                  | Grace Victoria Burnham |                    | Conor Allyn        |
| 2023 | Aquaman és az elveszett királyság | Aquaman and the Lost Kingdom | Mera                   | Bogdányi Titanilla | James Wan (2.)     |

### Televízió
| Év        | Magyar cím       | Eredeti cím        | Szerep          | Megjegyzések |
| --------- | ---------------- | ------------------ | --------------- | ------------ |
| 2004      | Jack és Bobby    | Jack & Bobby       | Liz             | 1 epizód     |
| 2004      |                  | The Mountain       | Riley           | 1 epizód     |
| 2005      | A narancsvidék   | The O.C.           | eladólány       | 1 epizód     |
| 2006      | Gyilkos elmék    | Criminal Minds     | Lila Archer     | 1 epizód     |
| 2007      | Kaliforgia       | Californication    | Amber           | 1 epizód     |
| 2007      | A pálmák árnyéka | Hidden Palms       | Greta Matthews  | 8 epizód     |
| 2010      | A Cleveland-show | The Cleveland Show | önmaga (hangja) | 1 epizód     |
| 2011      | Csúcsmodellek    | Top Gear           | önmaga          | 1 epizód     |
| 2011      |                  | The Playboy Club   | Bunny Maureen   | 7 epizód     |
| 2015      | Újjáépítők       | Overhaulin'        | önmaga          | 1 epizód     |
| 2015      | A herceg         | The Prince         | Serena          | tévéfilm     |
| 2020–2021 |                  | The Stand          | Nadine Cross    | 7 epizód     |

### Videóklipek
| Év   | Előadó        | Cím                           |
| ---- | ------------- | ----------------------------- |
| 2003 | Kenny Chesney | There Goes My Life            |
| 2005 | Eisley        | I Wasn't Prepared (Version 1) |

## Díjak és jelölések
| Év   | Díj                                        | Kategória                                       | Munka         | Eredmény |
| ---- | ------------------------------------------ | ----------------------------------------------- | ------------- | -------- |
| 2008 | Young Hollywood-díj                        | Az év áttörése                                  | Önmaga        | Elnyerte |
| 2009 | Detroiti Filmkritikusok Társaságának díjai | legjobb csapat                                  | Zombieland    | Jelölve  |
| 2010 | Scream-díj                                 | legjobb csapat                                  | Zombieland    | Elnyerte |
| 2010 | Dallas-i Nemzetközi Filmfesztivál          | Dallas Star-díj                                 | Önmaga        | Elnyerte |
| 2011 | Hollywood Filmfesztivál                    | Spotlight-díj                                   | Rumnapló      | Elnyerte |
| 2014 | Texas Film Hall of Fame                    | Indukált                                        | Önmaga        | Elnyerte |
| 2019 | 39. Arany Málna-gála                       | Arany Málna díj a legrosszabb női főszereplőnek | Londoni pálya | Jelölve  |
| 2019 | MTV Movie & TV díj                         | MTV Movie Award a legjobb csókért               | Aquaman       | Jelölve  |
| 2019 | 45. Szaturnusz-díjátadó                    | Szaturnusz-díj a legjobb női mellékszereplőnek  | Aquaman       | Jelölve  |
| 2019 | Teen Choice Awards                         | Choice Sci-Fi/Fantasy Film színésznő            | Aquaman       | Jelölve  |

## Fordítás
- Ez a szócikk részben vagy egészben  az   Amber Heard című angol Wikipédia-szócikk fordításán alapul.  Az eredeti cikk szerkesztőit annak laptörténete sorolja fel. Ez a jelzés csupán a megfogalmazás eredetét és a szerzői jogokat jelzi, nem szolgál a cikkben szereplő információk forrásmegjelöléseként.

## További információ
- Amber Heard a Facebookon
- Amber Heard a PORT.hu-n (magyarul)
- Amber Heard az Internetes Szinkronadatbázisban (magyarul)
- Amber Heard az Internet Movie Database-ben (angolul)
- Amber Heard a Rotten Tomatoeson (angolul)